# Carina Benninga
Carina Marguerite Benninga (Leiden, 18 de agosto de 1962) es una exjugadora neerlandesa de hockey sobre césped.

## Trayectoria
Benninga tuvo su primera participación olímpica en Los Ángeles 1984. En el torneo ganó la primera medalla de oro de la selección neerlandesa. En los Juegos Olímpicos de Seúl 1988 venció al Reino Unido, en el partido por el tercer puesto, y obtuvo la medalla de bronce. En Barcelona 1992 fue abandera de su país.